# 오스트루프비엘코폴스키

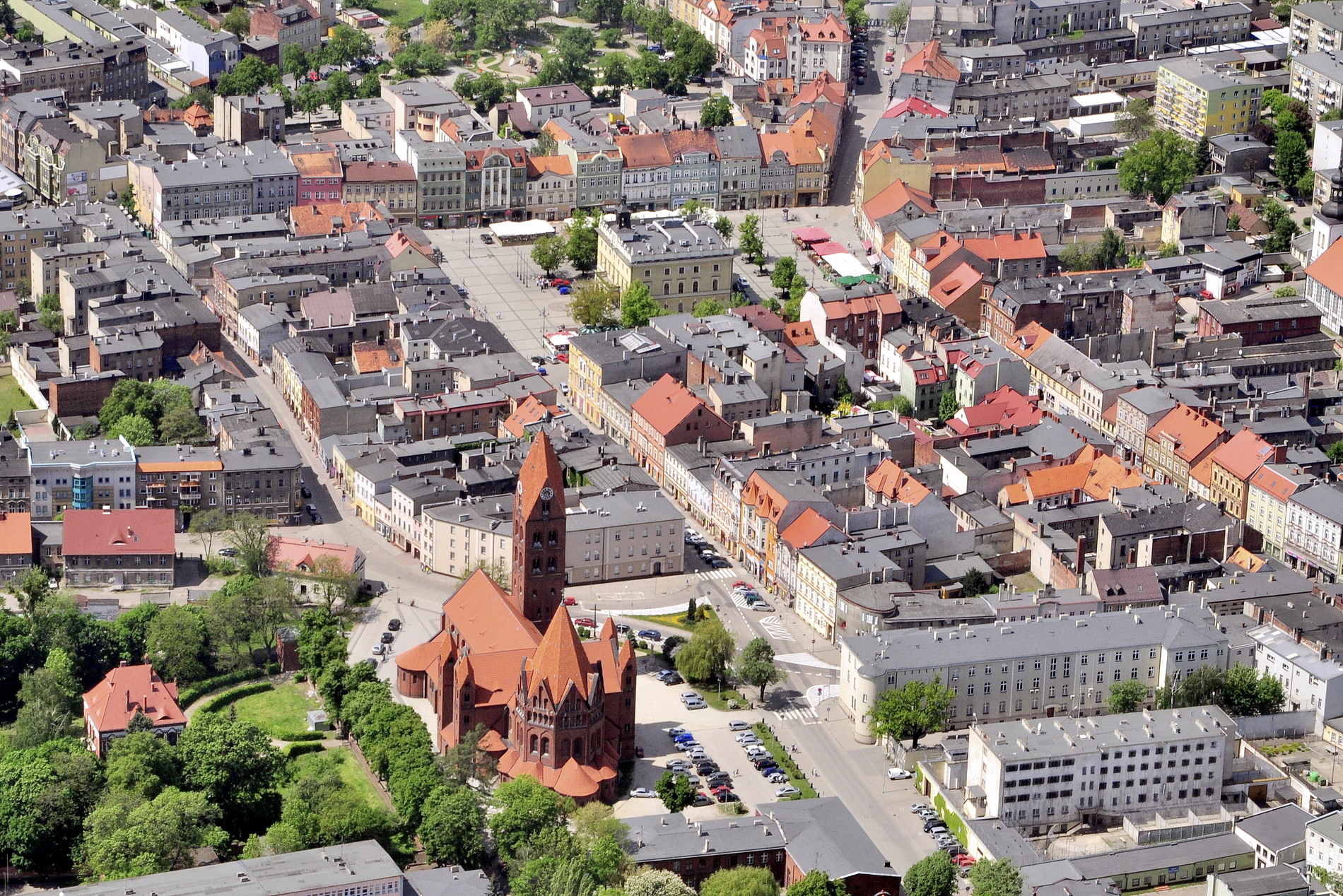
오스트루프비엘코폴스키

오스트루프비엘코폴스키(폴란드어: Ostrów Wielkopolski)는 폴란드 서부 비엘코폴스카주에 위치한 도시로 면적은 41.9km2, 인구는 72,360명(2008년 기준), 인구 밀도는 1,700명/km2이다.

시기
시 문장